# Trans-Oranje Corridor
Der Trans-Oranje Corridor (deutsch Trans-Oranje-Fernstraße), ehemals Southern Extension, ist eine durch die SADC-Staaten Namibia und Südafrika führende Fernstraße. Sie verbindet den Hafen Walvis Bay und den Hafen Lüderitz in Namibia mit der Provinz Nordkap in Südafrika und führt östlich über Upington bis nach Johannesburg. Sie hat eine Gesamtlänge von etwa 2900 Kilometer.
Es handelt sich um einen der wichtigsten Handels- und Transportwege der Region.